# Villeta (Paraguai)
Villeta é uma cidade do Paraguai, Departamento Central. É considerada a cidade industrial e portuária do país, localizada a 33 km de Assunção e conectada pela Rota PY01.

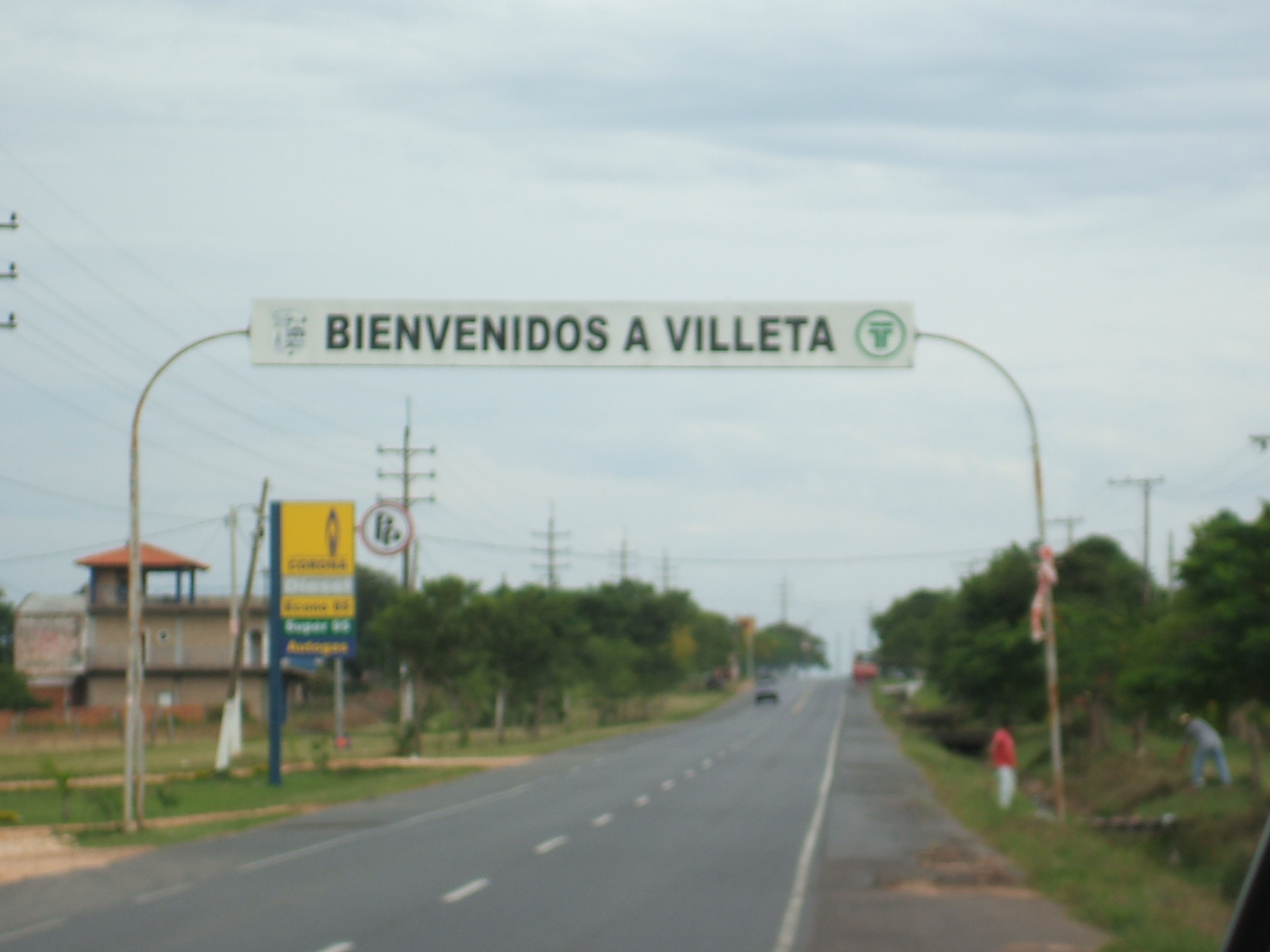
Entrada da cidade.

 Possui 36.985 habitantes.

## Transporte
O município de Villeta é servido pelas seguintes rodovias:
- Caminho em pavimento ligando a cidade ao município de Julián Augusto Saldívar
- Caminho em pavimento ligando a cidade ao município de Ypané
- Caminho em pavimento ligando a cidade ao município de Nueva Italia
- Caminho em pavimento ligando a cidade ao município de Villa Oliva (Departamento de Ñeembucú)[1][2][3]

A cidade possui também um porto, localizado no Rio Paraguai.